# Norbert Sobel
Norbert Sobel OSB (* 19. August 1893 in Zaborze; † 2. März 1945 in Naumburg am Queis) war ein deutscher römisch-katholischer Geistlicher, Benediktiner und Märtyrer.

## Leben
Bruno Stanislaus Sobel wuchs als 8. Kind von Melchior Franz Sobel (1850–1913) und Martha-Viktoria Sobel geb. Rudzki (1857–1920) in Hindenburg (Oberschlesien) auf. Er besuchte die Volksschule in Schwientochlowitz, das Gymnasium in Beuthen, Dieburg und Bensheim. Wegen einer Stimmbänderlähmung musste er die Schulzeit für zwei Jahre unterbrechen und konnte erst nach dem Kriegsdienst in Frankreich (1915–1918) im Februar 1919 Abitur machen. Er studierte am Priesterseminar in Fulda, trat aber schon im Dezember 1920 in die Benediktinerabtei Ettal ein, wurde am 15. Januar 1921 eingekleidet und erhielt den Ordensnamen Norbert (nach Norbert von Xanten). Nach der einfachen Profess am 23. Januar 1922 studierte er Theologie in der Erzabtei Beuron und wurde am 8. März 1925 in München zum Priester geweiht.
Bis zum Juni 1941 wirkte Norbert Sobel in Ettal als Präfekt und Lehrer. Wegen einer Zuckerkrankheit machte er eine längere Kur in Stuttgart-Degerloch, wirkte ab Oktober 1942 als Hausgeistlicher im Schloss Fransdorf (Oberschlesien) und ab Mai 1943 als Spiritual der Magdalenerinnen im Schloss Sächsisch Haugsdorf in Sächsisch Haugsdorf (östlich Görlitz). Anfang 1945 blieb er zum Schutz der Nonnen vor den anrückenden russischen Truppen am Ort und wurde von den Russen zum Bürgermeister ernannt. Zur Wiedererlangung seines von einem russischen Soldaten zerrissenen Dienstausweises begab er sich am 2. März 1945 in das unweite Naumburg am Queis und wurde dort Opfer eines Massakers an mehr als 60 Personen, darunter die Priester Maximilian Habernoll und Otto Rust.

## Gedenken
Die deutsche Römisch-katholische Kirche hat Norbert Sobel als Märtyrer aus der Zeit des Nationalsozialismus in das deutsche Martyrologium des 20. Jahrhunderts aufgenommen.